# 柯克蘭 (伊利諾伊州)
柯克蘭（英語：Kirkland）是位於美國伊利諾伊州迪卡爾布縣的一個村落。

## 地理
柯克蘭的座標為42°05′29″N 88°51′01″W / 42.09139°N 88.85028°W，而該地最高點為海拔高度236米（即774英尺）。

## 人口
根據2010年美國人口普查的數據，柯克蘭的面積為3.15平方千米，當中陸地面積為3.12平方千米，而水域面積為0.03平方千米。當地共有人口1744人，而人口密度為每平方千米553人。